# 大包劳奇考
大包劳奇考（匈牙利語：Nagybaracska）是匈牙利南部巴奇-基什孔州所辖的一个村，总面积37.95平方公里，总人口2473，人口密度65人/平方公里（2002年）。地理坐标为46.0500°N 18.9000°E。